# Martine Carol
Martine Carol (születési neve: Marie-Louise Jeanne Nicolle Mourer,  művészneve: Maryse Arley) (Saint-Mandé, Val-de-Marne, 1920. május 16. – Monte-Carlo, 1967. február 6.) francia színésznő.

## Életpályája
Fotómodellként dolgozott, majd Párizsban színi tanulmányokat folytatott René Simon (1898–1971) francia színésznél. 1940-ben debütált a színpadon. Az 1940-es években, valamint az 1950-es évek elején vezető szexszimbólum volt. 1943-tól filmezett Martine Carol néven. Az 1950-es évek igen népszerű sztárja volt.

## Munkássága
Gaston Baty társulatánál Maryse Arley művésznéven klasszikus szerepeket alakított. Legnagyobb színpadi sikere a Renaissance Színházban Erskine Caldwell Dohányföldek című színdarabjának érzéki hősnője; Perl. Főként volt férje, Christian-Jaque filmrendező alkotásaiban játszott főszerepeket. A kihívó szépségű párizsi nő típusát egyéni ízzel, ironikus felfogásban személyesítette meg. Brigitte Bardot felfedezéséig őt fényképezték a legtöbbször a párizsi képeslapok számára. Illúziót keltően elevenítette meg a történelem közismert végzetes asszony figuráit (Lucrezia Borgia; 1953, Madame du Barry; 1954, Pompadour; 1954). 1955-ben a Lola Montes című Max Ophüls-rendezte film főszereplője volt.

## Magánélete
Négyszer kötött házasságot. 1948–1953 között Stephen Crane (1916–1985) amerikai színész volt a férje. 1954–1959 között Christian-Jaque (1904–1994) francia filmrendező, forgatókönyvíró volt a párja. 1959–1962 között Andrè Rouveix-val élt házasságban. 1966–1967 között Mike Eland házastársa volt.
Élete utolsó éveiben depresszióba süllyedt, sok gyógyszert fogyasztott, és drasztikus fogyókúrákat kényszerített magára. Négy év szünet és az angol üzletemberrel kötött új házasság után 1966-ban forgatta utolsó filmjét. Röviddel a forgatás után, férje 1967. február 6-án hajnali 2:30 körüli időpontban holtan találta a Monte-Carlo-i Hotel de Paris szobájában, szívroham áldozataként. Öngyilkossági pletykák is szárnyat kaptak. 
Először 1967. február 10-én temették el (ideiglenesen) a párizsi Père-Lachaise temetőben, majd 1967. február 14-én a cannes-i Grand Jas temetőben helyezték örök nyugalomra. 1967. február 24-én a főkertész és a gondnok felfedezte, hogy a Mourer család boltozatának födémjét elmozdították, és tolvajok ellopták a vele együtt elásott ékszereket. 1967. február 28-án Martine Carolt harmadszor temették el.

## Filmjei
- Éjféli vendég (1942)
- A farkasok asszonya (La ferme aux loups) (1943)
- Hóbortos küldetés (L'extravagante mission) (1945)
- Harminc és negyven (Trente et quarante) (1946)
- Tükör (Miroir) (1946)
- Váratlan utazás (Voyage surprise) (1947)
- Veronai szeretők (1949)
- Vigyázzon - szőkék! (Méfiez-vous des blondes) (1950)
- Drága Caroline (Caroline chérie) (1951)
- A vágy és a szerelem (Le désir et l'amour) (1951)
- Az éjszaka szépei (1952)
- Elragadó teremtmények (Adorables créatures) (1952)
- Lucrezia Borgia (1953)
- A tengerpart (1954)
- A Versailles-i kastély (1954)
- Madame du Barry (1954)
- Az ágy (1954)
- Nana (1955)
- Lola Montes (1955)
- Thompson őrnagy feljegyzései (Les carnets du Major Thompson) (1956)
- 80 nap alatt a Föld körül (1956)
- Nathalie (1957)
- Tigris akció (1957)
- Az első éjszaka (La prima notte) (1959)
- Tíz másodperc a pokol (1959)
- Austerlitz (1960)
- A francia nő és a szerelem (1960)
- Egy este a strandon (Un soir sur la plage) (1961)
- A balek bosszúja (1961)
- Vanina Vanini (1961)

## Fordítás
- Ez a szócikk részben vagy egészben  a   Martine Carol című angol Wikipédia-szócikk fordításán alapul.  Az eredeti cikk szerkesztőit annak laptörténete sorolja fel. Ez a jelzés csupán a megfogalmazás eredetét és a szerzői jogokat jelzi, nem szolgál a cikkben szereplő információk forrásmegjelöléseként.